# Masters de Cincinnati 1981
El Abierto de Cincinnati 1981 fue un torneo de tenis jugado sobre pista dura. Fue la edición número 81 de este torneo. El torneo masculino formó parte del circuito  ATP. Se celebró entre el 17 de agosto y el 23 de agosto de 1981.

## Campeones

### Individuales masculinos
John McEnroe vence a  Chris Lewis, 6–3, 6–4.

### Dobles masculinos
John McEnroe /  Ferdi Taygan vencen a  Bob Lutz /  Stan Smith, 7–6, 6–3.

### Individuales femeninos
Martina Navrátilová vence a  Sylvia Hanika 6-2, 6-4.

### Dobles femeninos
Kathy Jordan /  Anne Smith vencen a  Martina Navrátilová /  Pam Shriver 1-6, 6-3, 6-3
| Predecesor: Cincinnati 1980 | Masters de Cincinnati 1981 | Sucesor: Cincinnati 1982 |